# Energy Bio Chemicals București
Energy Bio Chemicals S.A. este o companie ce produce substanțe chimice organice de bază. Este deținută în proporție de 79% de Verity Trading & Consulting București și de două persoane fizice, Dorin Emilian Pârgaru Zănescu și Veronica Neicu, care dețin câte 10,2% din capital, cu sediul în București.
Energy Bio Chemicals a cumpărat societatea Carom Onești cu cca. 17,5 milioane euro în anul 2008 iar la 15 august 2016 Carom a fost scos la vânzare. Carom se află la a doua insolvență încă din anul 2013, la cererea creditorului E.ON Energie România.
În vara anului 2016, lichidatorul companiei Energy Bio Chemicals, ZRP Insolvency SPRL a scos la vânzare societatea Carom S.A.